# Hywel ab Edwin
Hywel ab Edwin (overleden 1044) was koning van Deheubarth van 1033 tot zijn dood. Hij was een zoon van Edwin ab Einion, een zoon van Einion ab Owain.
Hywel kwam aan de macht in Deheubarth na de dood van Rhydderch ab Iestyn, samen met zijn broer Maredudd. Rhydderchs zonen Gruffudd en Rhys ap Rhydderch, verzetten zich tegen de broers, maar werden in de slag bij Irathwy in 1034 verslagen. Het volgende jaar sneuvelde Maredudd in een strijd tegen de zonen van Cynan (vermoedelijk wordt Cynan ap Seisyll bedoeld).
Vanaf 1039 had Hywel te stellen met Gruffudd ap Llywelyn, de nieuwe koning van Gwynedd. Verscheidene malen trokken Gruffudd op tegen Hywel in pogingen om Deheubarth te veroveren, en minstens tweemaal werd Hywel daarbij gedwongen te vluchten, maar keerde hij toch weer terug. Uiteindelijk in 1044 werd Hywel niet alleen verslagen door Gruffudd maar ook gedood, en wist Gruffudd het koningschap in Deheubarth te grijpen.